# Panggung Lor
Panggung Lor is een bestuurslaag in het regentschap Semarang van de provincie Midden-Java, Indonesië. Panggung Lor telt 12.931 inwoners (volkstelling 2010).